# غراند كرو (غذاء وشراب)

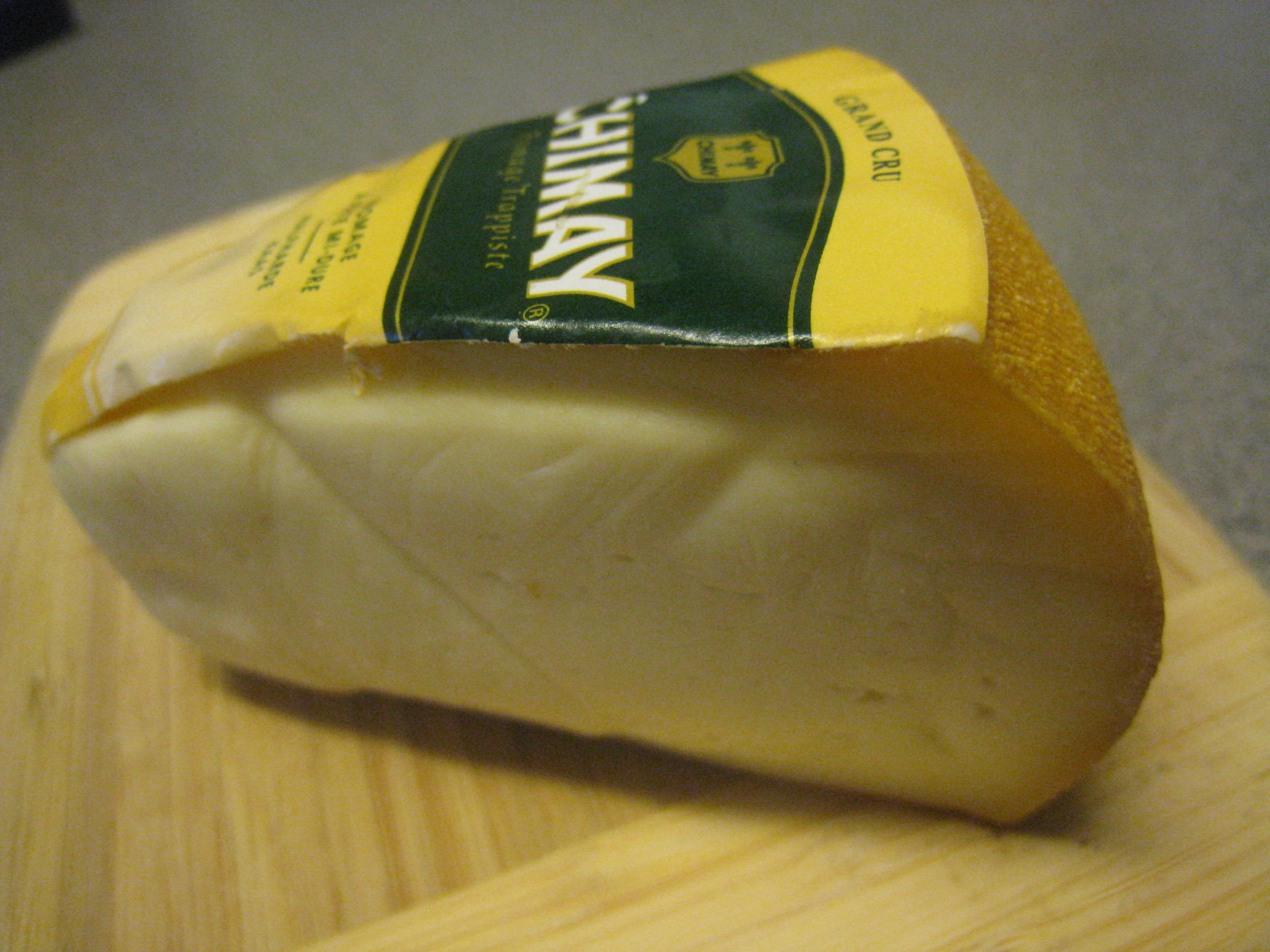

يُستخدم مصطلح غراند كرو في السياق غير الرسمي في أسماء بعض المنتجات، خاصةً البيرة، والشوكولاتة، والويسكي، والكونياك. في حين أن مصطلح غراند كرو كثيرًا ما يتم استخدامه فيما يتعلق بكروم العنب، إلا أن استخدامه فيما يتعلق بالمنتجات الأخرى غير منتظم.

## الشوكولاتة
في الثمانينيات، استجاب صانعو الشوكولاتة الفرنسيون للمنافسة العالمية المحتدمة من خلال ابتكار رسالة تسويقية جديدة لتعزيز «أصالة» الشوكولاتة الفرنسية. وشملت بعض المصطلحات التي استخدموها في هذا التسويق «العتيقة» و«غراند كرو». كما تدل تسمية غراند كرو على أن الحبوب التي في البار تأتي كلها من بلد أو منطقة معينة.
فمنذ بدء استعمال مصطلح غراند كرو، نشأ تصنيف جديد، وهو بريمير كرو، والذي يصنف الكاكاو في البار بكونه من منطقة معينة، مثل المزارع، داخل البلد أو المنطقة. وعادةً ما تعتبر الشوكولاتة التي يتم تصنيفها باسم برميير كرو ذات جودة أعلى من الغراند كرو. وهذا يتناقض مع الاستخدام المقابل للمصطلحين في سوق النبيذ، حيث يتم تفضيل النبيذ ذي التصنيف غراند كرو أكثر بكثير من البرميير كرو.

## البيرة

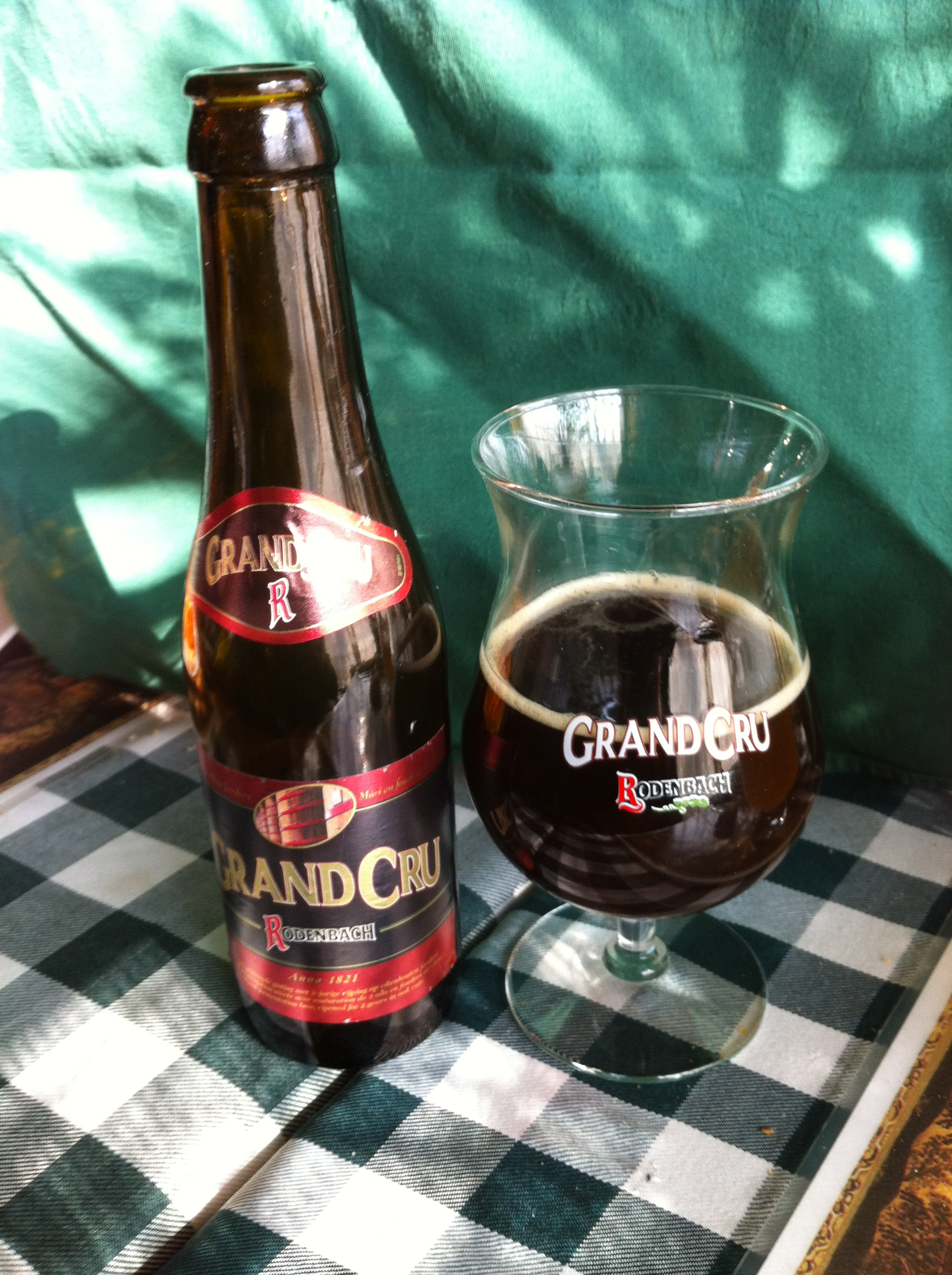
زجاجة بيرة رودينباخ غراند كرو مع زجاج

تم استخدام هذا المصطلح في أنواع البيرة، خصوصًا في بلجيكا، للإشارة إلى إصدار أكثر تفصيلاً لعلامة تجارية. إنبيف إصدارًا أكثر تعقيدًا من هيوغاردن يسمى هيوغاردن غراند كرو, وبينما ينتج مصنع البيرة رودنبارك رودنبارك غراند كرو. ينتج مصنع البيرة لينديمانس غيزا وكريك باسم كوفي ريني غراند كرو.
وقد بدأت أيضًا العديد من مصانع البيرة في الولايات المتحدة بإنتاج أنواع من البيرة باسم غراند كرو للدلالة على إنتاج نوعية خاصة أو نوعية عالية الجودة من البيرة. وهناك أمثلة قليلة هي منتج شركة أفيري بريوينغ عملاق البيرة غراند كرو, شركة أليسميث بورينغ (Alesmit) غراند كرو, ومنتج شركة ألاغاش بورينغ ألاغاش غراند كرو (Allagash Grand Cru).